# ツォルフェルト
ツォルフェルト（Zollfeld スロベニア語でGosposvetsko Polje）はオーストリア・ケルンテン州にある平野である。

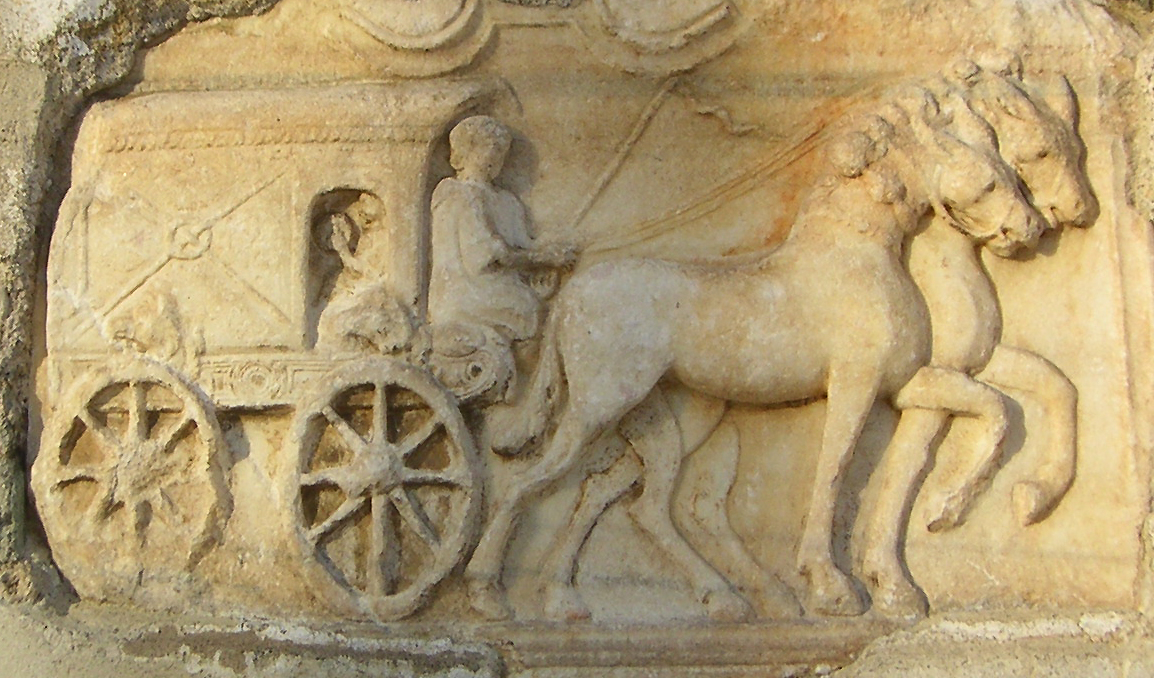
ローマ時代のレリーフ。マリアザールの聖母教会の外壁に設置されている

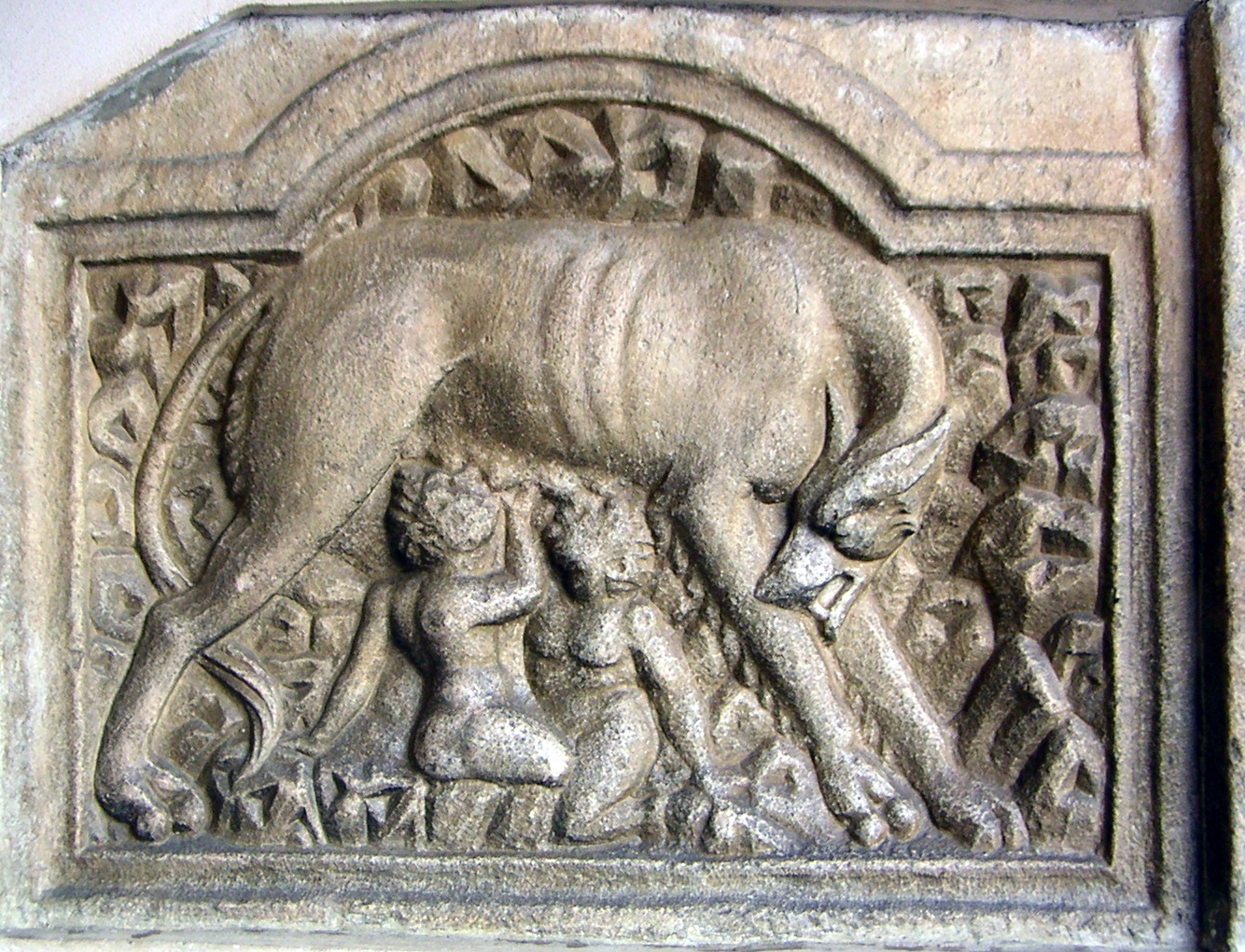
マリアザールにあるローマ時代のレリーフ。狼に養われるロムルスとレムスが描かれている。

平野はクラーゲンフルト北方のクラーゲンフルト盆地からザンクト・ファイト・アン・デア・グラン(de:Sankt Veit an der Glan)にかけて広がっている。

## 歴史
ツォルフェルトはグラン川(de:Glan)に面しており、かつてその地域はケルンテンにおける最も古い文化圏の一つを形成していた。

長期に渡り古代ローマのノリクム属州の文化と政治の中心に位置していたが、スロヴェニア人（アルプス系、もしくは南スラヴ系スラヴ人）がその地に後のケルンテンとなるカランタニア公国を築いた。

ツォルフェルト平野の南東にはマリアザール(de:Maria Saal)が位置している。その北部のマグダレーナ山(de:Magdalensberg)の麓にはノリクム属州の首都であり今日では廃墟と化しているヴィルヌーム(de:Virunum)がある。

最初期によく知られるようになったハルシュタット文化の居住地はマリアザールの山で発見されている。
ハルシュタット文明以来、この地域への入植は時代を通して続けられることとなる。

830年、ウルリッヒ山(de:Ulrichsberg)の麓にカロリング朝の居城が建造された（今日のカルンブルク(de:Karnburg)に当たる）

976年ケルンテンはバイエルン公国から分離し、独立したケルンテン公国となった。その時からこの地は『ケルンテン』の名で呼ばれるようになった。
ケルンテン公として即位する(de:Kärntner Herzogseinsetzung)ために重要な役割を果たした二つの遺物が現在も保存されている。
一つは『ケルンテン公の玉座』（元々は古代ローマ遺跡、ヴィルヌーム住民の墓石だった）、もう一つはカルンブルクにあった『ケルンテン公の石』（クラーゲンフルトのケルンテン博物館所蔵）と呼ばれているものである。

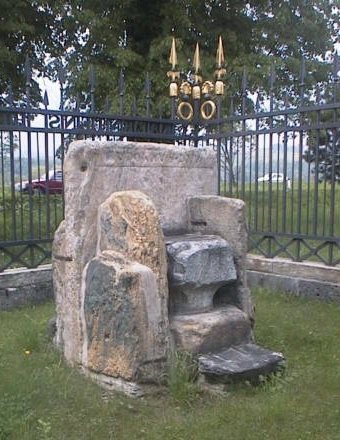
ツォルフェルトに遺る『ケルンテン公の玉座』

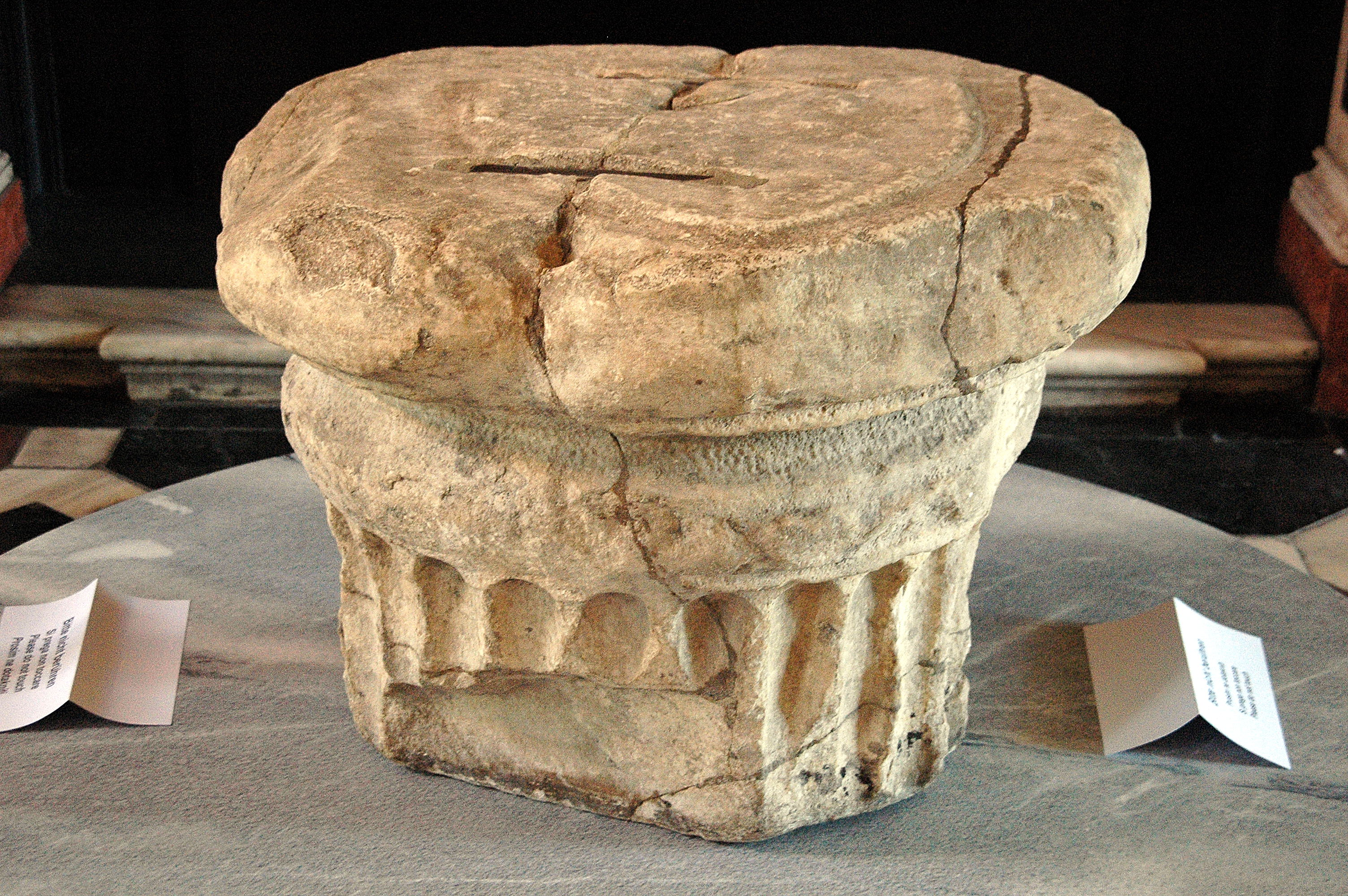
ケルンテン公の石